# Discalma subumbrata
Discalma subumbrata är en fjärilsart som beskrevs av Paul Dognin 1906. Discalma subumbrata ingår i släktet Discalma och familjen mätare. Inga underarter finns listade i Catalogue of Life.